# 光神話系列
光神話系列是任天堂出品的奇幻電子遊戲系列。系列設定以古典神話與希臘神話為背景，玩法則結合了動作、冒險與平台遊戲要素。系列被評為邪教經典及銀河戰士系列的姊妹系列。
系列首作《光神話 帕爾提娜之鏡》於1986年在日本FC磁碟機上推出（1987年在歐美NES上發行）。續作《光神話：神話與怪物》於1991年在歐美Game Boy上發行。20餘年後的2012年，第三作《新·光神話 帕爾提娜之鏡》於任天堂3DS上發行。